# Sultan Mahmud Mirza
Sultan Mahmud Mirza (1453 - gener de 1495) fou un príncep timúrida de la branca de Transoxiana, fill d'Abu Saïd.
El seu pare li va donar el govern d'Hisar i Termez el 1459 (Baber diu Astarabad), però hi va perdre davant Sultan Husayn Mirza (Bdiqard) contra el que segons Baber va lliurar dues grans batalles: a Astarabad, on fou derrotat i a Chikman (Sarai) prop d'Andikhud, igualment derrotat, vers el 1465, retornant a Herat. El seu pare el va restaurar el 1466. El pare va fer una expedició a l'Azerbaidjan el 1468, però fou derrotat a l'hivern del 1468-1469 i fet presoner sent executat el 5 de febrer de 1469. Sultan Mahmud va sortir del seu govern cap a Herat amb el suport de Qambar Ali Beg, governador de Hisar, que havia acompanyat a Abu Saïd a l'Iraq i havia retornat; Mahmud va entrar a aquesta ciutat amb un exèrcit el dia 16 de març però en acostar-se el príncep Husayn Baykara, d'una altra branca dels timúrides, que comptava amb l'ajut dels uzbeks, es va haver de retirar i Baykara es va proclamar sultà el 24 de març de 1469. Sultan Ahmad Mirza, que governava a Samarcanda on s'havia proclamat sultà i que era germà (de pare i mare) de Sultan Mahmud, va marxar des de la seva capital decidit a reconquerir Herat, però després d'una entrevista amb el seu germà Mahmud, que havia arribat a Samarcanda, va desistir. Llavors els amirs Qambar Ali i Khusraw Shah, amb consentiment de Sultan Ahmand Mirza, se'l van emportar cap a Hisar per governar allí i més tard va dominar els territoris al sud de Quhqa (Quhlugha) i les muntanyes Kohtin fins a l'Hindu Kush Range, incloent Termez, Caghaniyan, Hisan, Khuttalan, Kunduz i Badakhshan.
El 1470 Sultan Mahmud Mirza d'Hisar i Umar Shaykh Mirza d'Andijan (Fergana) es van aliar per atacar Samarcanda però per mediació d'un cap religiós es va fer la pau. El 1471 el hakim de Balkh, Ahmad Mushtak (o Mushtaq), conegut com a Khoja Ahrar, es va revoltar i Mahmud Mirza li va donar suport anant a Balkh en persona. Husayn Baykara va assetjar Balkh quatre mesos. No se sap quan Baykara va recuperar Balkh.
El 1479, mort el seu germà Abu Bakr Mirza, va agafar el control del Badakhxan, Kunduz, Khuttalan i Caghaniyan. A la mort del seu germà Sultan Ahmad Mirza de Samarcanda a mitjan juliol de 1494, amb menys de dos de diferència de la mort de l'altre germà Umar Shaykh Mirza de Andijan i la vall de Fergana (8 de juny de 1494), Mahmud Mirza es va presentar a Samarcanda i es va proclamar sultà. Fou reconegut bé perquè no hi havia fills vius d'Ahmad Mirza o bé perquè aquestes eren massa joves, i va governar uns sis mesos, morint de malaltia tot seguit el gener del 1495 als 43 anys (en un termini de vuit mesos van morir els tres germans).
Segons Baber va anar dues vegades al Kafiristan, al sud del Badakhxan, i va fer la guerra santa i per això fou anomenat Sultan Mahmud Ghazi.
La seva esposa principal fou Khanzada Begum, filla del mir de Termez; després es va morir i es va casar amb la filla d'una germana, també anomenada Khanzada, neta per tant del gran mir de Termez; la tercera esposa fou Pasha Begum que era filla d'Ak Sunkur Beg, un amir dels kara koyunlu: i la quarta fou Sultan-Nigar Khanum (filla de Yunus Khan). Va tenir diverses amants i concubines la principal de les quals fou Zuhra Begi Agha.
Va tenir cinc fill i onze filles: el fill gran fou Masud Sultan Mirza (fill de Khanzada Begum, filla del mir de Tirmidh o Termez); el segon fou Baysunkur Mirza o Baysonghor Sultan Mirza (fill de Pasha Begum); el tercer fou Ali Sultan Mirza (fill de la concubina uzbeka Zuhra Begi Agha); el quart fou Husayn Mirza (fill de Khanzada II, neta del gran mir de Termez), que va morir abans que el seu pare als 13 anys; i el cinquè fou Sultan Ways Mirza conegut per Mirza Khan (fill de Sultan-Nigar Khanum). De les filles tres eren germanes de Baysunkur, cinc de Khanzada II, una de les quals fou esposa de Jahangir Mirza (germà de Baber) i un altre fou esposa de Baber el 1504, però va morir un parell després de l'enllaç de verola. Les altres filles foren de concubines.
Els emirs van començar a disputar el poder pels mig dels prínceps fills d'Umar Shaykh (entre els quals el famós Baber, fundador de l'Imperi Mogol) i els fills de Mahmud Mirza.